# Галстян, Арам Генрихович
Ара́м Ге́нрихович Галстя́н (род. 6 марта 1972, Ереван, Армянская ССР) — российский учёный, специалист в области процессов и технологий производства и переработки пищевых продуктов, разработке методов анализа их качества. Академик РАН (2019) (член-корреспондент, 2016), профессор РАН, доктор технических наук (2009). С августа 2019 года директор Всероссийского научно-исследовательского института молочной промышленности.

## Становление, карьера
Окончил Ереванский зоотехническо-ветеринарный институт (1994). В 1997 году защитил диссертацию на соискание учёной степени кандидата технических наук «Разработка технологии геродиетического Архивная копия от 9 апреля 2018 на Wayback Machine молока и масла, с использованием масляного концентрата каротиноидов». Впоследствии (2009) защитил докторскую диссертацию «Развитие научных основ и практические решения совершенствования технологий, повышения качества и расширения ассортимента молочных консервов» (ВНИИ мясной промышленности им. В. М. Горбатова Архивная копия от 9 апреля 2018 на Wayback Machine).
С 1998 года работал во Всероссийском научно-исследовательском институте молочной промышленности (ВНИМИ):  старший, ведущий научный сотрудник, заведующий лабораторией молочных консервов. С 2015 года также заведует межотраслевым центром мониторинга качества пищевых продуктов В НИИ пивоваренной, безалкогольной и винодельческой промышленности Архивная копия от 19 июня 2020 на Wayback Machine (ВНИИПБИВП).
Весной 2016 года получил почётное учёное звание профессора РАН, а в октябре того же года избран членом-корреспондентом РАН по Отделению сельскохозяйственных наук. В ноябре 2019 года стал академиком РАН по тому же Отделению.

## Научные результаты
При участии А. Г. Галстяна разработаны: 
- Созданы новые и усовершенствованы традиционные технологии молоных консервов во всем диапазоне влажности.
- Предложена инвариантная модель погружения/растворения сухих порошкообразных продуктов.
- Разработан процесс проведения гетерогенной кристаллизации лактозы.
- Предложена методология идентификации консервов.
- Принципы расширения оценочных критериев качества и безопасности пищевых систем и др.

Награжден дипломом МСХ РФ в номинации «За личный вклад в науку» (2011), серебряными медалями XIV (2012), и XVI (2014) Российской агропромышленной выставки, бронзовой медалью XV Российской агропромышленной выставки (2013), дипломом Президиума Россельхозакадемии «За лучшую завершенную научную разработку» (2010). Является победителем конкурса на право получения грантов Президента РФ для государственной поддержки молодых российских ученых – докторов наук в области знаний биология, сельскохозяйственные науки и технологии живых систем (2011г.) и  др.
А. Г. Галстяном опубликовано более 250 научных работ, 5 монографий, учебное пособие «Технология продуктов детского питания» (Кемерово, 2006).
Под его началом защищено 5 диссертаций на соискание учёной степени кандидата технических наук.

## Основные работы
- Каротиноиды Основные положения. Применение в молочной промышленности / соавт. Г.А. Аветисян. – М.: Россельхозакадемия, 2005. – 159 с.
- Технология продуктов детского питания: учеб. пособие / соавт.: А.Ю. Просеков и др. – Кемерово: Кузбассвузиздат - АСТШ, 2006. – 156 с.
- Технология молочных консервов для детского питания / соавт.: А.Ю. Просеков и др. – Кемерово, 2008. – 192 с.
- Краткий справочник специалиста молочного консервного производства / соавт.: И.А. Радаева и др. – М.: Ритм, 2011. – 152 с.
- Планирование и анализ результатов технологических экспериментов / соавт.: Е.А. Фетисов и др. – М.: Сталинград, 2015. – 98 с.
- Инновационные технологии обогащения молочной продукции (теория и практика): моногр. / соавт.: И.А. Радаева и др. – М.: Изд-во «Франтера», 2016. – 374 с.
- Теория и практика молочно-консервного производства / соавт.: А.Н. Петров и др. – М.: Изд. дом «Федотов Д.А.», 2016. – 180 с. и др.